# NGC 5146
NGC 5146 (другие обозначения — MCG -2-34-49, NPM1G -12.0454, PGC 47055) — галактика в созвездии Дева.
Этот объект входит в число перечисленных в оригинальной редакции «Нового общего каталога».